# Bandiera dell'Etiopia
L'attuale bandiera dell'Etiopia è stata adottata il 6 febbraio 1996 e modificata nel colore del disco il 16 maggio 2009. È basata sulla vecchia bandiera, un tricolore a strisce orizzontali: verde, giallo e rosso (dall'alto in basso), con l'aggiunta al centro di un disco blu (prima azzurro)sul quale campeggia un pentagramma giallo, il cosiddetto sigillo di Salomone dal quale, secondo la tradizione, discende la dinastia imperiale etiope. La stella dell'emblema centrale, formata da distinti segmenti che si ricompongono armoniosamente, vuol rappresentare la comune volontà della nazione, dei popoli e delle religioni dell'Etiopia di costituire uno stato unito. Per quanto non più ufficiale, la vecchia versione della bandiera è ancora molto diffusa, il suo disegno apparve nel 1897 e i suoi colori sarebbero divenuti la base dei colori panafricani adottati nelle bandiere di molti altri stati africani.

## Bandiere storiche

Prima dell'adozione della bandiera tricolore, l'Impero d'Etiopia utilizzava tre diversi pennoni su un'unica asta con questa disposizione (pre-1897)
Bandiera adottata per volere di Menelik II (1897-1914)
Bandiera dell'Impero d'Etiopia caricata del Leone di Giuda (1914-1936; 1941-1974)
Bandiera dell'Impero d'Etiopia nell'Africa Orientale Italiana (1936-1941)
Bandiera etiope dopo la deposizione di Hailé Selassié, con il leone privato della corona (1974-1975)
Bandiera del Derg (1975-1987)
Bandiera della Repubblica Popolare Democratica d'Etiopia (1987-1991)
Bandiera del Governo Etiope di Transizione (1991-1996)
Bandiera etiope precedente alla versione attuale (1996-2009)